# Mecranium multiflorum
Mecranium multiflorum är en tvåhjärtbladig växtart som först beskrevs av Louis Auguste Joseph Desrousseaux, och fick sitt nu gällande namn av José Jéronimo Triana. Mecranium multiflorum ingår i släktet Mecranium och familjen Melastomataceae. Inga underarter finns listade i Catalogue of Life.